# Arco di Traiano (Ancona)
L'arco di Traiano di Ancona è un arco trionfale attribuito ad Apollodoro di Damasco, fatto costruire nel II secolo d.C. dal Senato romano per esprimere la propria riconoscenza all'imperatore Traiano il quale aveva ampliato il porto di Ancona a proprie spese, rendendo più sicuro l'accesso d'Italia, come informa l'iscrizione posta sull'attico, ancora ben leggibile.
Ha un singolo fornice affiancato da due coppie di colonne corinzie scanalate. Le sue caratteristiche più salienti sono le proporzioni, più slanciate rispetto ad altri archi romani, e lo stretto rapporto con il mare, sorgendo sul molo del porto di Ancona fatto costruire nel I secolo dall'imperatore Traiano. È uno dei simboli architettonici principali della città.

## Storia e descrizione

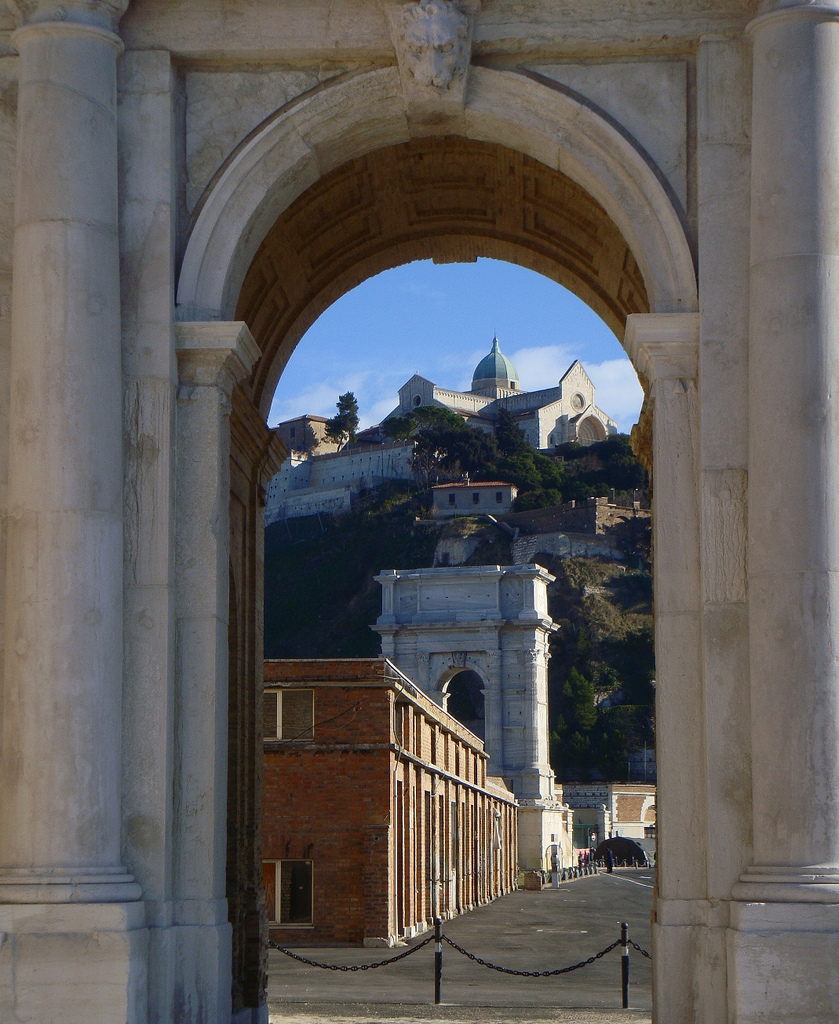
Veduta dell'Arco di Traiano dal fornice dell'Arco Clementino, con il Duomo sullo sfondo (prima della demolizione dei magazzini)

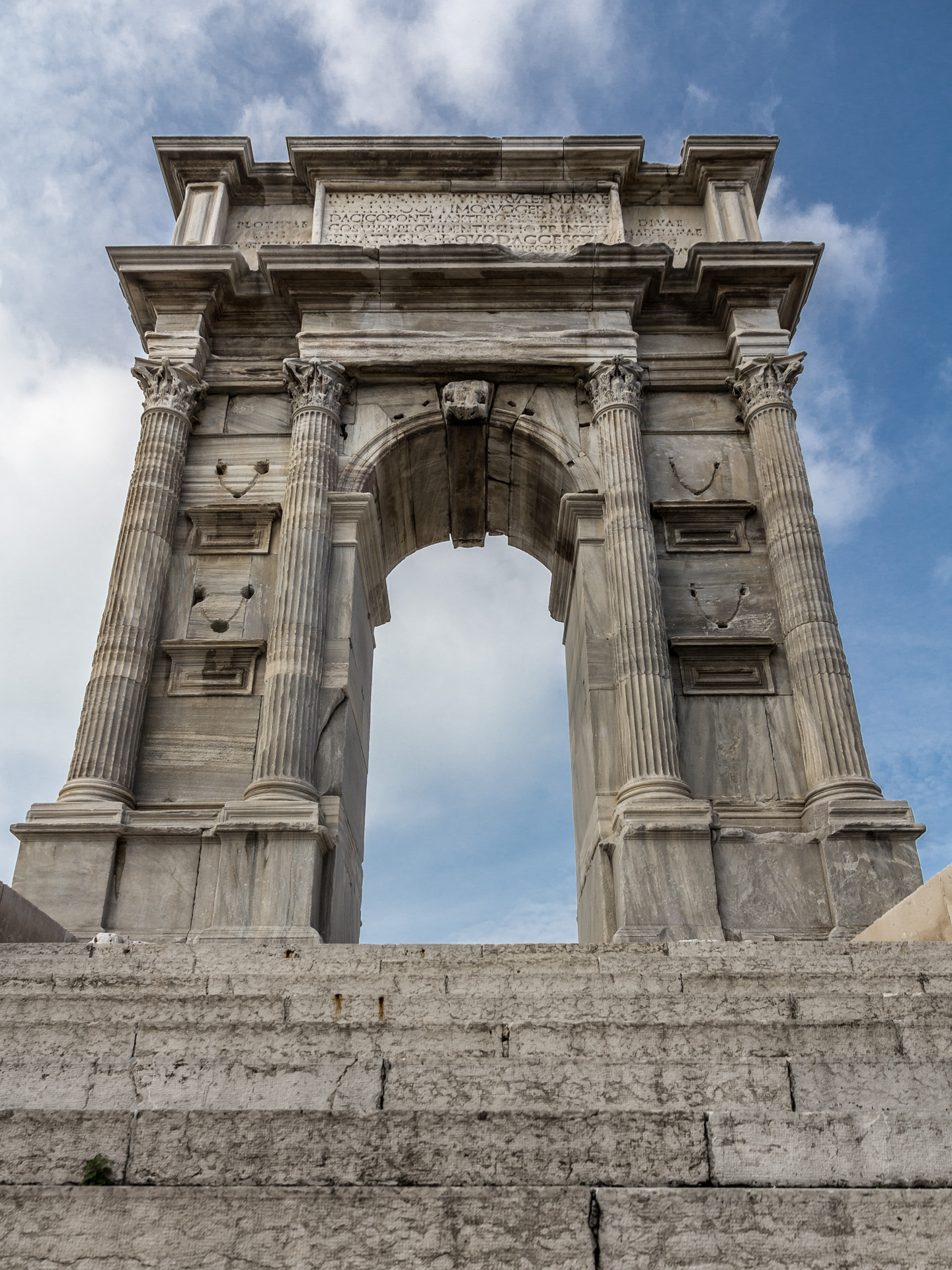
Arco di Traiano.

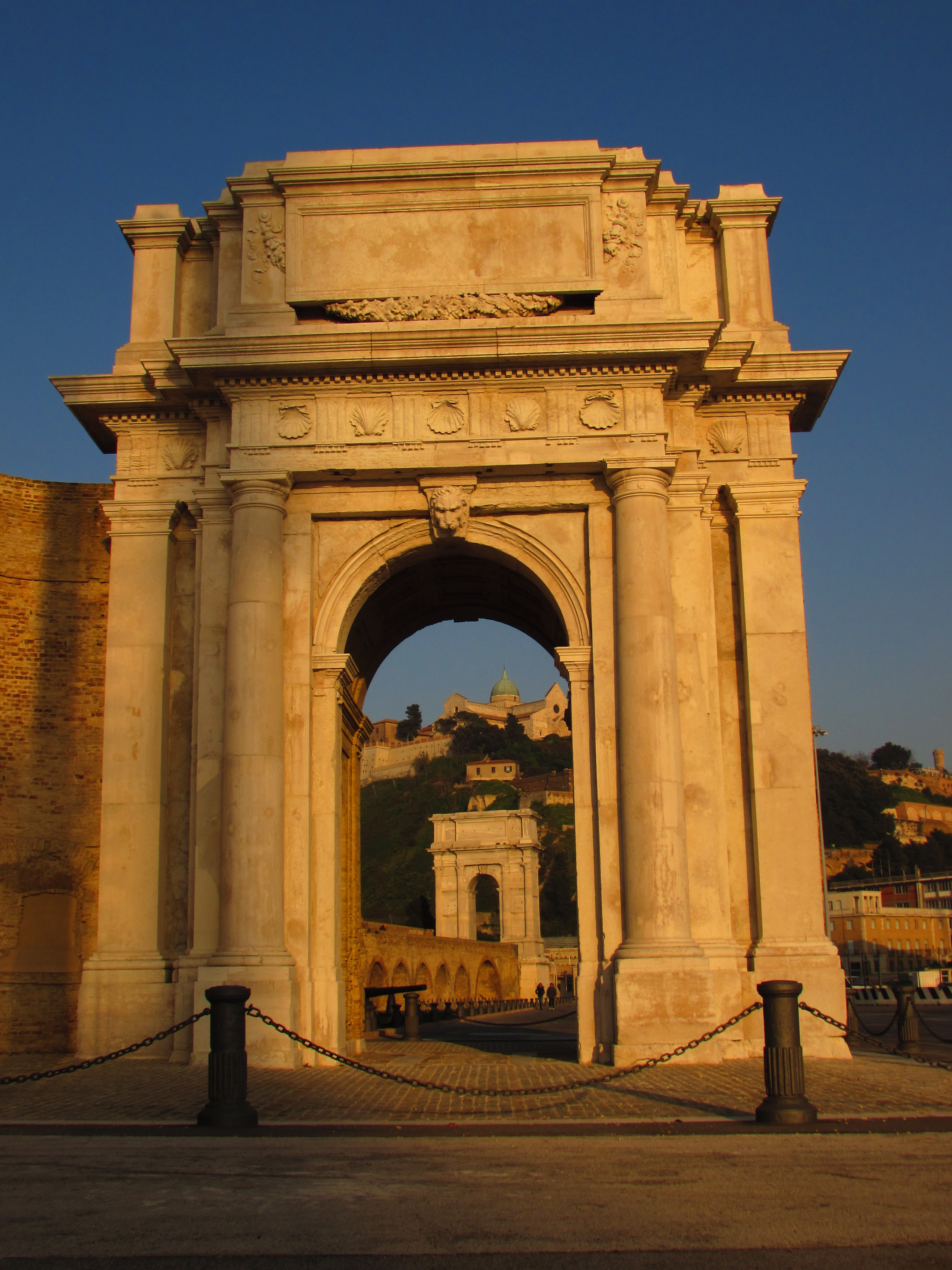
Stessa veduta dell'immagine precedente, dopo la demolizione dei magazzini

### Origine
Venne eretto, in marmo proconnesio, dal Senato e dal popolo di Roma, probabilmente ad opera dell'architetto siriano Apollodoro di Damasco, per onorare l'imperatore che aveva donato ai naviganti un più sicuro accesso all'Italia, avendo fatto ampliare, a proprie spese, il porto della città. Questo è ciò che si legge, infatti, nella stessa iscrizione dell'arco.

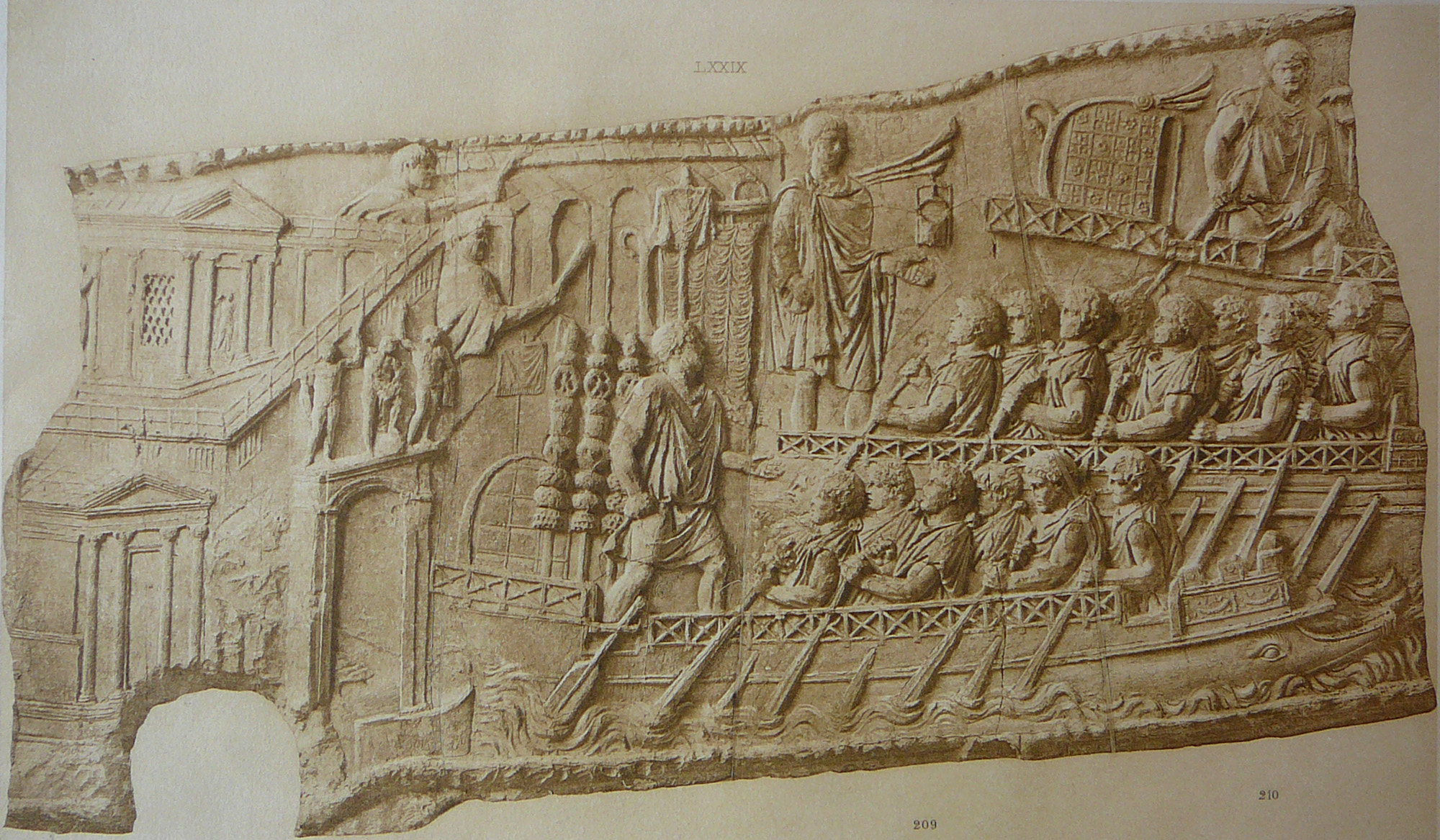
La scena 58 della Colonna Traiana, in cui è rappresentato l'arco di Ancona

#### Datazione
La data di costruzione dell'opera ruota attorno al 100 d.C., ma l'anno preciso è incerto: infatti si rivela un'incongruenza tra la data desumibile dalla lettura dell'iscrizione centrale dell'arco e la data desumibile dalle immagini della Colonna Traiana che rappresentano Ancona. L'iscrizione dell'arco indurrebbe a datare il completamento dell'arco al 117 d.C., dal momento che Traiano viene chiamato "per nove volte imperatore" e che egli salì al potere a seguito della morte dell'imperatore Nerva nel gennaio del 98. Nella Colonna Traiana a Roma, nella scena 58 si vede però l'arco di Ancona attorniato dalle navi in partenza per la seconda guerra dacica, avvenuta nel 105 d.C.. Come può essere rappresentato un arco realizzato nel 117 d.C. in una scena avvenuta nel 105 d.C.? La spiegazione fornita dagli studi più recenti è questa: l'arco di Ancona fu realizzato intorno al 100 d.C. e portava nell'attico le statue di tre divinità, volte verso il mare; con questo aspetto fu rappresentato nella Colonna Traiana. Poi, nel 114 - 115, fu dedicato all'imperatore e vennero aggiunte sull'attico le statue di Traiano, sua moglie e sua sorella, volte verso la terraferma; in quest'occasione fu modificata o realizzata ex-novo l'iscrizione.

#### Aspetto originario
Tornando alla scena 58 della Colonna Traiana, si può notare come essa rappresenti Traiano mentre arringa i suoi uomini, in procinto di imbarcarsi dal porto di Ancona per la seconda vittoriosa campagna militare contro i Daci. Nella scena si vede l'arco di Ancona sormontato da tre statue di divinità che sono state identificate in Nettuno (al centro), Mercurio (a sinistra) e Portuno (a destra). La scelta delle tre divinità è evidentemente motivata dal loro legame con la navigazione: Nettuno in quanto dio del mare, Portuno, suo figlio, in quanto dio dei porti, Mercurio in quanto dio dei viaggiatori.
Secondo la lunga e costante tradizione, nel lato verso terra, sull'attico, erano poste altre tre statue in bronzo dorato: al centro la statua equestre di Traiano, alla sinistra quella di Plotina, sua moglie, e alla destra quella di Ulpia Marciana, sua sorella. La presenza di queste statue sull'attico è suffragata anche dall'esame dei fori sul ripiano superiore dell'arco. Le ipotesi più recenti confermano questa tradizione, ma la statua di Traiano non sarebbe stata equestre, ma stante.
Originariamente dunque l'arco aveva sull'attico sei statue in bronzo, forse dorato: tre statue di divinità, verso il mare, e le tre statue dell'imperatore, di sua moglie e di sua sorella, verso terra.
Inoltre era decorato con quattordici rostri, riferentesi come di consueto alla potenza navale romana: quattro su ogni prospetto principale e tre su ogni lato; di questi elementi sono ancora presenti gli attacchi sul marmo. Sulle chiavi di volta sono scolpiti, sui due lati, due busti raffiguranti le personificazioni della Tellus e dell'Oceanus, che testimoniano che l'arco, oltre a celebrare le opere di Traiano, ha anche il significato di punto di passaggio tra terra e mare, data la sua posizione sulle banchine del porto. Mentre il busto dell'Oceanus è ancora ben conservato, quello della Tellus è assai eroso.
Al Museo archeologico nazionale delle Marche e al Museo della Civiltà Romana di Roma sono presenti modellini ricostruttivi dell'arco, che ne mostrano l'aspetto originario.

#### Iscrizioni
Le tre iscrizioni, che tuttora si leggono grazie alle tracce rimaste, erano realizzate con lettere in bronzo.
L'iscrizione centrale recita:
TRAIANO OPTIMO AVG[usto] GERMANIC[o]
DACICO PONT[ifici] MAX[imo] TR[ibunicia] POT[estate] XVIII, IMP[eratori] IX
CO[n]S[uli] VI P[atri] P[atriae] PROVIDENTISSIMO PRINCIPI
SENATVS P[opulus]Q[ue] R[omanus] QVOD ACCESSVM
ITALIAE HOC ETIAM ADDITO EX PECVNIA SVA
PORTV, TVTIOREM NAVIGANTIBVS REDDIDERIT»

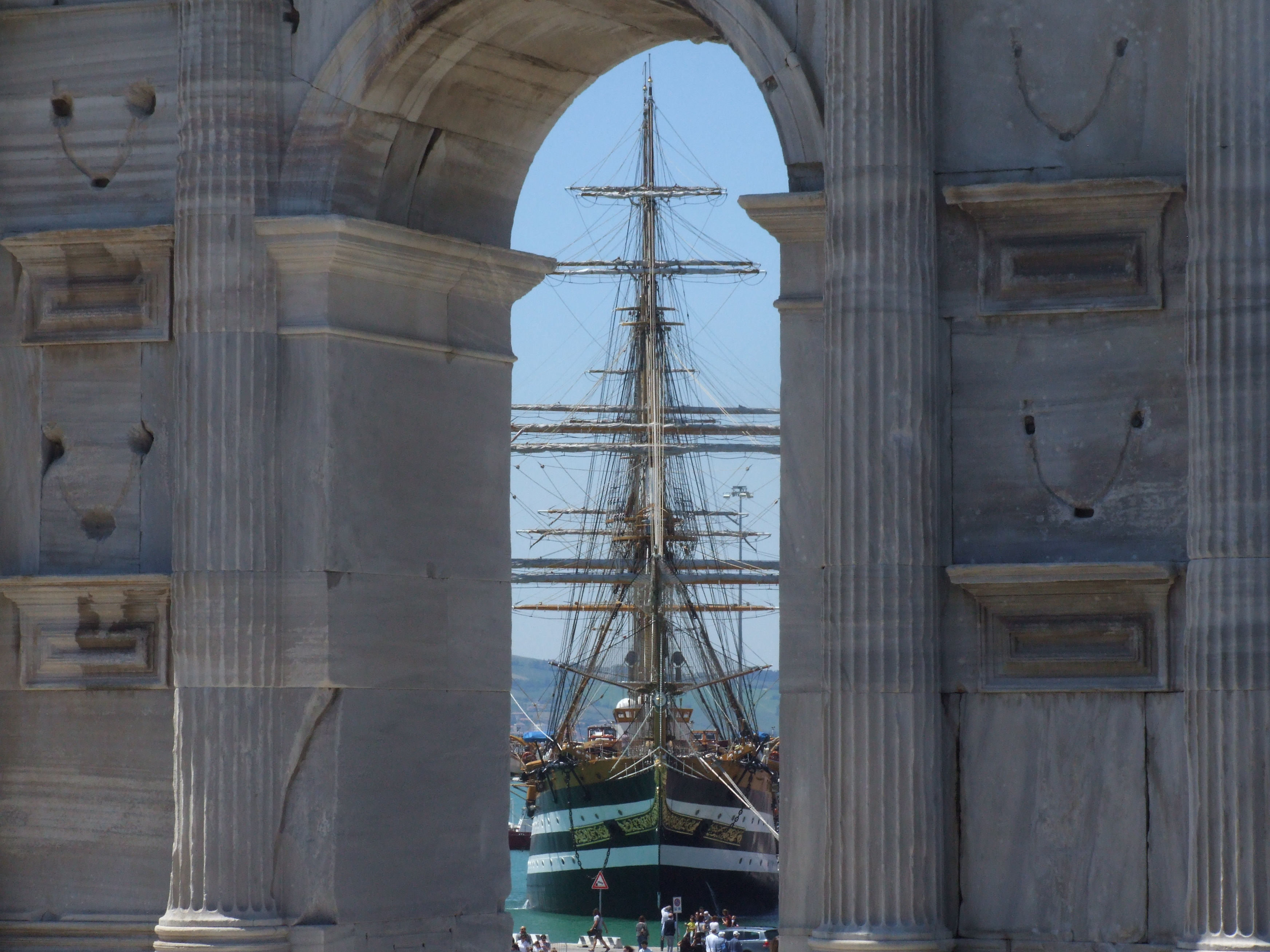
I fori che servivano da attacco dei rostri, a destra e a sinistra delle colonne. Oltre l'arco, il veliero Amerigo Vespucci.

L'iscrizione di destra è invece dedicata alla sorella di Traiano, Ulpia Marciana:
MARCIANAE
AVG[ustae]
SORORI AVG[usti]»
L'iscrizione di sinistra è infine dedicata alla moglie di Traiano, Plotina:
AVG[ustae]
CONIVGI AVG[usti]»

#### Fondazioni
Nel 1936 l'archeologo E. Galli effettuò uno scavo sotto l'arco e nella zona circostante, appurando l'esistenza di un basamento ottagonale di sette filari di blocchi squadrati di calcare del Monte Conero, legati tra loro da pozzolana, utile anche a rendere più regolare il piano di posa dei filari. Sotto al basamento, durante lo scavo, si è scoperta l'esistenza di scogli naturali, livellati sempre utilizzando la pozzolana. La profondità dal piano di calpestio è di circa 1,50 metri.
In tutto il molo circostante, sia verso la terraferma, sia verso la Porta Clementina, si sono trovate simili strutture, prova della costruzione traianea del molo.

### Medioevo
Nel corso dell'incursione dell'839, i Saraceni si impadronirono di tutti i manufatti in bronzo presenti nell'arco: le lettere delle iscrizioni, le statue, i rostri.
Dalla parte del Cantiere navale sorse, nel 950 circa, l'alta torre di Gamba; anche le mura urbiche medievali vennero costruite appoggiandosi all'arco. La torre fu demolita attorno al 1532 e il suo materiale fu utilizzato nella costruzione della Cittadella. Le mura invece rimasero appoggiate all'arco sino all'Ottocento.

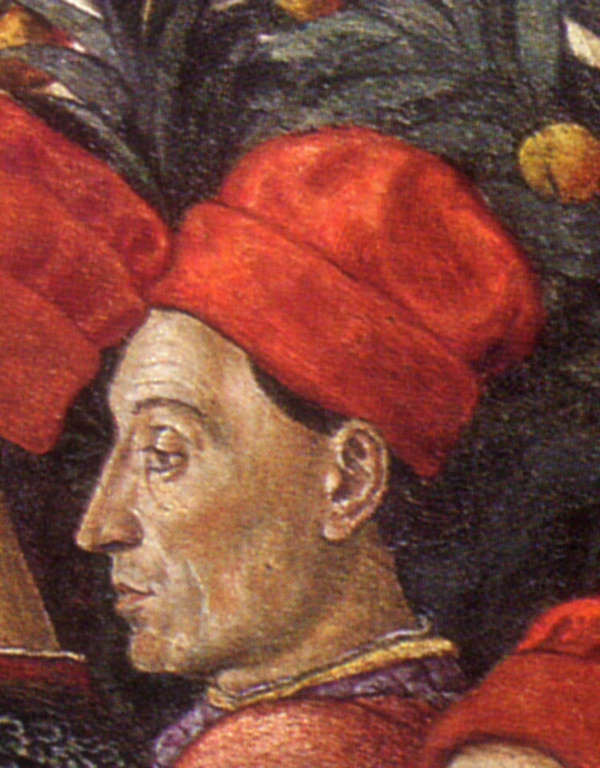
Ritratto di Ciriaco d'Ancona, la cui ricerca archeologica ebbe inizio proprio dallo studio dell'Arco di Traiano

### Umanesimo
L'Arco di Traiano ha una sua importanza nell'Umanesimo, in quanto è legato alla nascita della vocazione archeologica di Ciriaco Pizzecolli, considerato il fondatore in senso generale dell'archeologia, mentre Winckelmann è considerato il fondatore dell'archeologia moderna.
L'iscrizione dell'Arco di Traiano di Ancona fu in effetti la prima di una lunga serie che Ciriaco riportò nei suoi libri, diffondendone la conoscenza per tutta l'Europa.
Ciò avvenne nel 1421, quando, per lavori di restauro, vennero montate delle impalcature attorno all'arco di Traiano. Per Ciriaco, che aveva allora trent'anni, si presentò pertanto una straordinaria occasione per osservare i marmi dell'arco da vicino. Le proporzioni perfette, le iscrizioni, costituirono un'attrattiva irresistibile, e forse, alla base di tutti i suoi viaggi, vi era il desiderio di riprovare l'emozione vissuta da ragazzo nell'osservare il principale monumento antico della sua città.

### Periodo contemporaneo

#### La Barriera Gregoriana
Tra il Rinascimento e l'Ottocento, l'arco e la zona circostante non subirono cambiamenti degni di rilievo.
Nel 1847, l’ingegnere Michele Bevilacqua sistemò tutta la zona circostante all'arco, ancora caratterizzata dalle mura urbiche medievali e rinascimentali, all'interno delle quali si estendeva piazza San Primiano. Per dotare la città di un ingresso monumentale al porto e per rendere visibile l'arco anche dalla piazza e quindi dalla città, l'ingegnere demolì un tratto di mura e realizzò al suo posto la "Barriera Gregoriana", dal nome del papa allora regnante, Gregorio XVI.
In quest'opera Bevilacqua adottò lo stile neoclassico; la barriera era una cancellata monumentale imperniata su quattro colonne, affiancata da due piccoli templi classici, tutto in stile dorico; essa fungeva da filtro ottico tra l’area portuale e l'area prettamente urbana.
Nel 1859 fu completata la sistemazione dell'area: fu demolito il tratto di mura medievali che si attaccava direttamente all'arco, ricostruito qualche metro più a nord; fu costruita anche la scalinata di accesso e, nei decenni successivi, fu installata una cancellata che proteggeva tutto il monumento.

#### Tra le due guerre

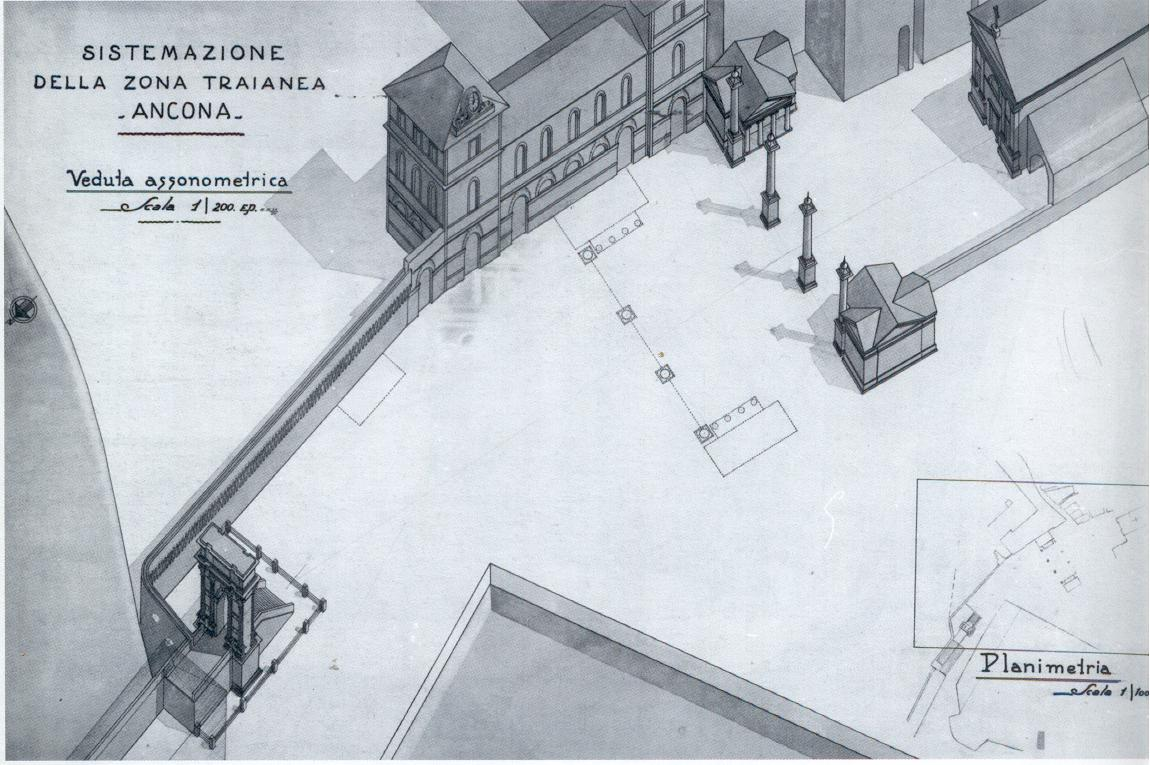
Progetto dell'arch. Eusebio Petetti per la sistemazione della zona traianea, risalente al 1936.

Durante la prima guerra mondiale le necessità belliche causarono nella zona un degrado crescente, segnato dalla costruzione, nei primi anni di guerra, di una grande caserma a ridosso dell'arco romano. Negli anni Venti il degrado era talmente grave che piazza S. Primiano era attraversata dai binari a servizio delle banchine portuali e un muro la tagliava diagonalmente.
In quegli anni si sviluppò un vivace dibattito riguardante la sistemazione di questa zona, detta da allora "zona traianea", così importante per la storia della città. L'associazione "Accolta dei Trenta - Brigata Amici dell'Arte", circolo culturale dell'epoca, per mano dell'architetto Eusebio Petetti, presentò allora un progetto in cui si armonizzava la presenza della Barriera Gregoriana ottocentesca, della seicentesca chiesa di S. Primiano, dei binari e dello stesso Arco di Traiano. La Soprintendenza aveva dapprima approvato la proposta, ma poi ritirò il suo assenso e appoggiò un altro progetto elaborato dal Comune, che non teneva in considerazione la monumentalità dell'area e portò non solo alla demolizione della Barriera Gregoriana, ma anche alla costruzione di un edificio militare all'interno della piazza.
La campagna di sensibilizzazione della "Accolta dei Trenta - Brigata Amici dell'Arte", sempre su progetto dell'architetto Eusebio Petetti, riuscì però almeno a far demolire la caserma costruita a ridosso dell'arco e a sistemare a verde l'area a destra della scalinata.
I bombardamenti della Seconda Guerra Mondiale risparmiarono l'arco, ma distrussero il tessuto edilizio attorno ad esso, e specialmente la piazza San Primiano, cui il monumento romano faceva da sfondo; si salvò però l'area verde.
Dal dopoguerra fino ai giorni recenti, nel corso di lavori di interramento per l'ampliamento delle banchine portuali e dei cantieri navali, l'Arco venne sempre più allontanato dal mare, alterando un rapporto fondamentale per la lettura del monumento: quello con l'acqua.

#### XXI secolo
Nonostante l'alterato rapporto con il mare, l'opera mantiene ancora oggi lo slancio e l'eleganza di un tempo e nel 2000 è stata restaurata e resa pienamente fruibile con l'eliminazione della cancellata ottocentesca; l'arco fu illuminato in modo da esaltarne il profilo e valorizzarne la particolare posizione rispetto al nucleo storico della città e al colle Guasco ove si erge il Duomo di Ancona. Ancora oggi, come nell'antichità, questo arco aperto verso il mare simboleggia l'antico ruolo della città come porta d'Oriente.
A questo arco onorario, uno dei meglio conservati della sua epoca, lo studioso Palermo Giangiacomi riferì ciò che Plutarco scriveva del Partenone, e cioè che il tempo non lo ha toccato, ma un'aura di freschezza alita ancora intorno ad esso, come se in lui fosse stata infusa una vita eternamente fiorente, e un'anima che giammai s'invecchia.

## L'arco nella pittura

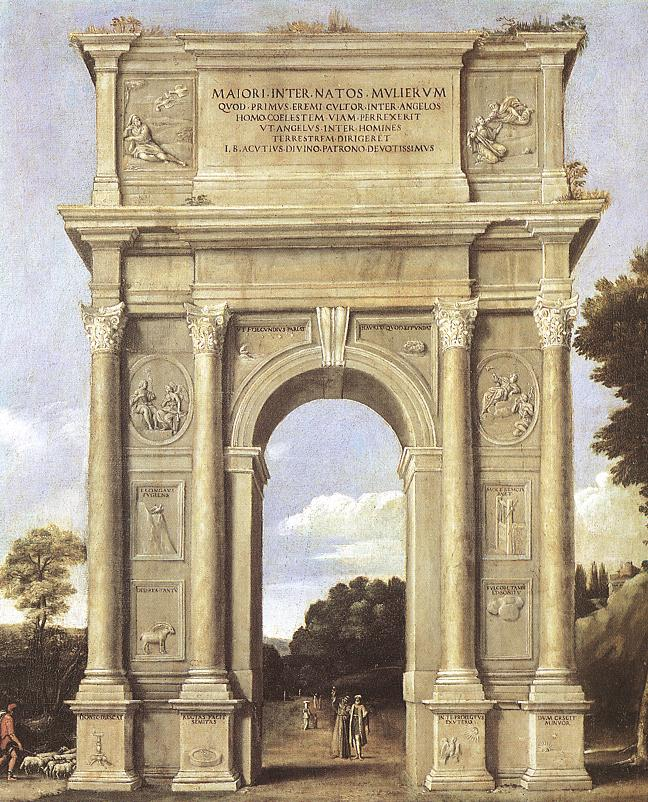
L'Arco di Traiano nel Rinascimento, in un dipinto del Domenichino

L'Arco di Traiano di Ancona è stato spesso rappresentato in stampe e dipinti. Si fornisce un elenco dei più importanti, in ordine cronologico:
- Vittore Carpaccio, 1514, Predica di santo Stefano - olio su tela (Parigi, Museo del Louvre).
- Antonio Danti, tra il 1580 e il 1583, Veduta della città e del porto di Ancona (affresco)[19] (Musei vaticani, Galleria delle carte geografiche, Roma)
- Domenichino, 1607-1610, Arco di Traiano - olio su tela; (Museo del Prado, Madrid)
- Gerolamo Gambarato, (attivo dal 1561 al 1628) Il Papa giunge ad Ancona, accompagnato dal Barbarossa e dal doge[20][21] - affresco (Venezia, Sala del Maggior Consiglio al Palazzo Ducale)
- Andrea Lilli, 1597, Veduta di Ancona dal mare, (Ancona, Pinacoteca civica)
- Antonio Balestra, 1690, Veduta di Ancona (collezione privata)
- Giovanni Battista Piranesi, 1748, Arco di Traiano (incisione)[22].
- Giuseppe Pallavicini, (XVII secolo), Molo ed Arco di Traiano con condannati ai lavori forzati  (Palazzo Benincasa)
- Jakob Philipp Hackert, 1780 circa, Veduta del porto di Ancona con l'Arco di Traiano (incisione), (Ancona, Pinacoteca civica).[23]
- Francesco Podesti, 1844-1847, Giuramento degli Anconitani, (Ancona, Pinacoteca civica)
- Christian Peter Wilhelm Stolle (1873), Arco di Traiano ad Ancona

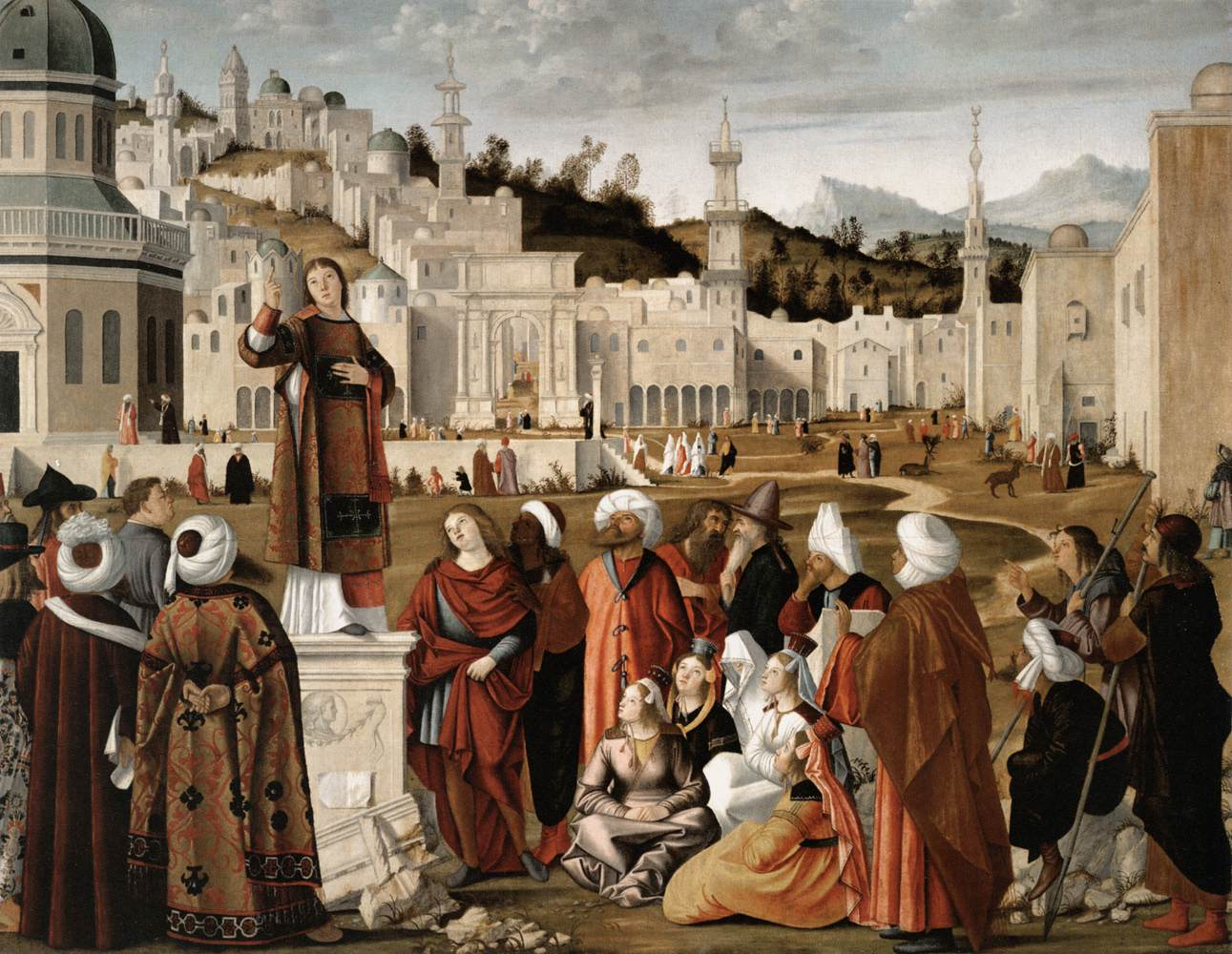
Vittore Carpaccio, Predica di Santo Stefano
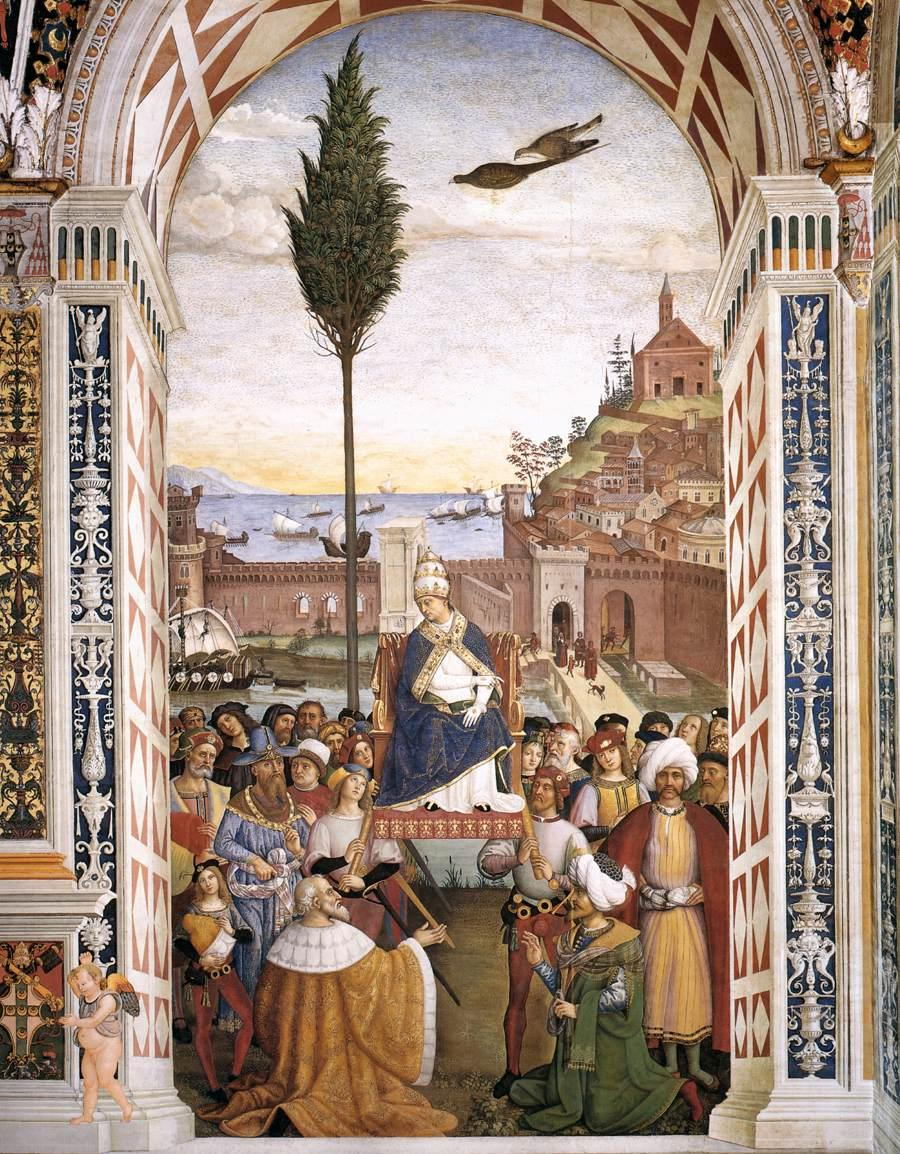
Pinturicchio, Papa Pio II arriva in Ancona
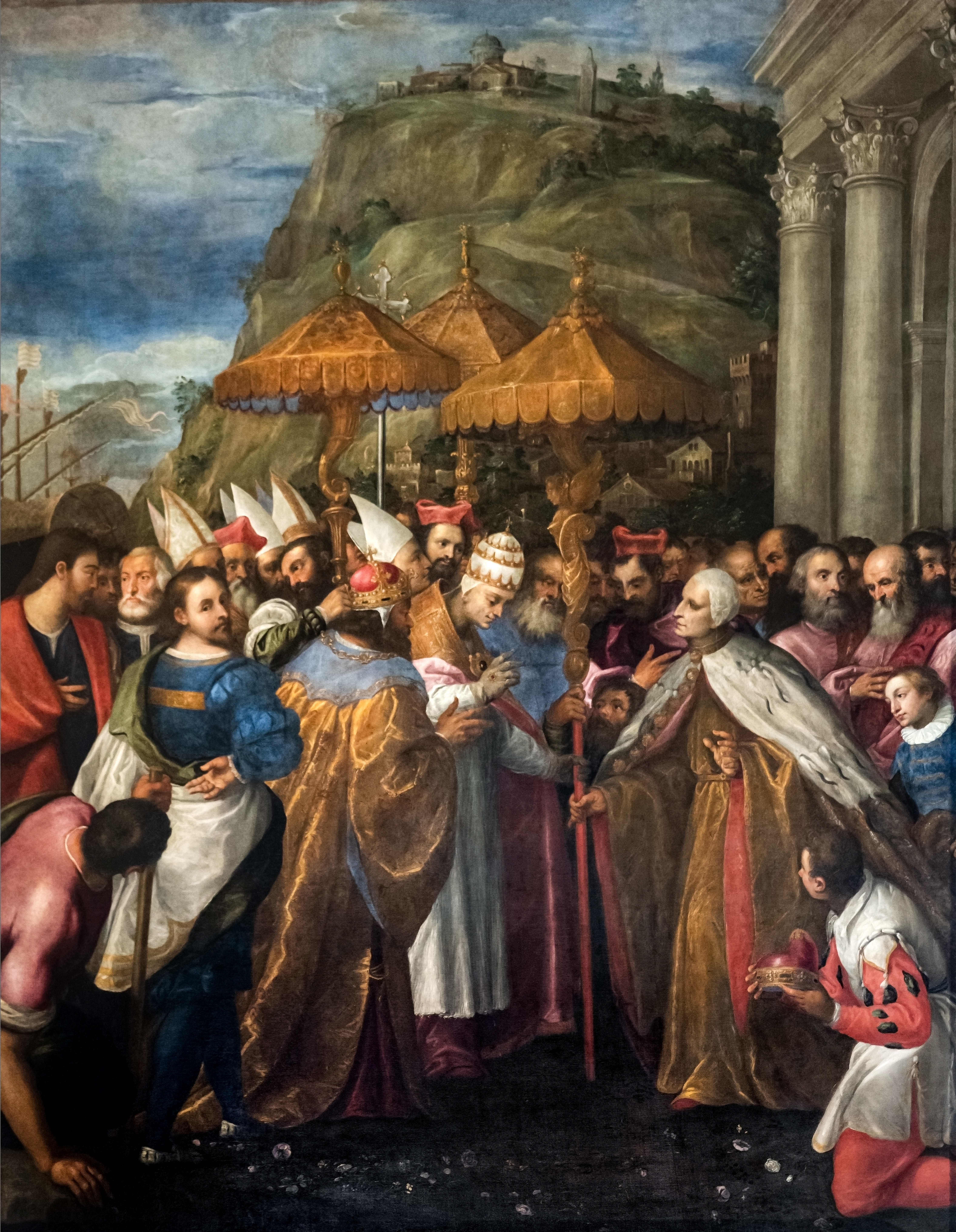
Gerolamo Gambarato, Il Papa giunge ad Ancona, accompagnato dal Barbarossa e dal doge
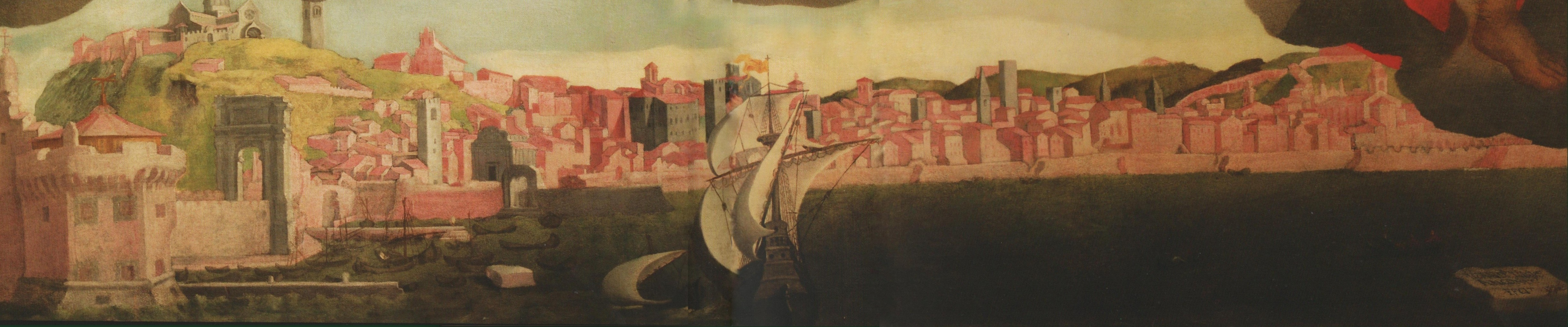
Andrea Lilli, Veduta di Ancona dal mare
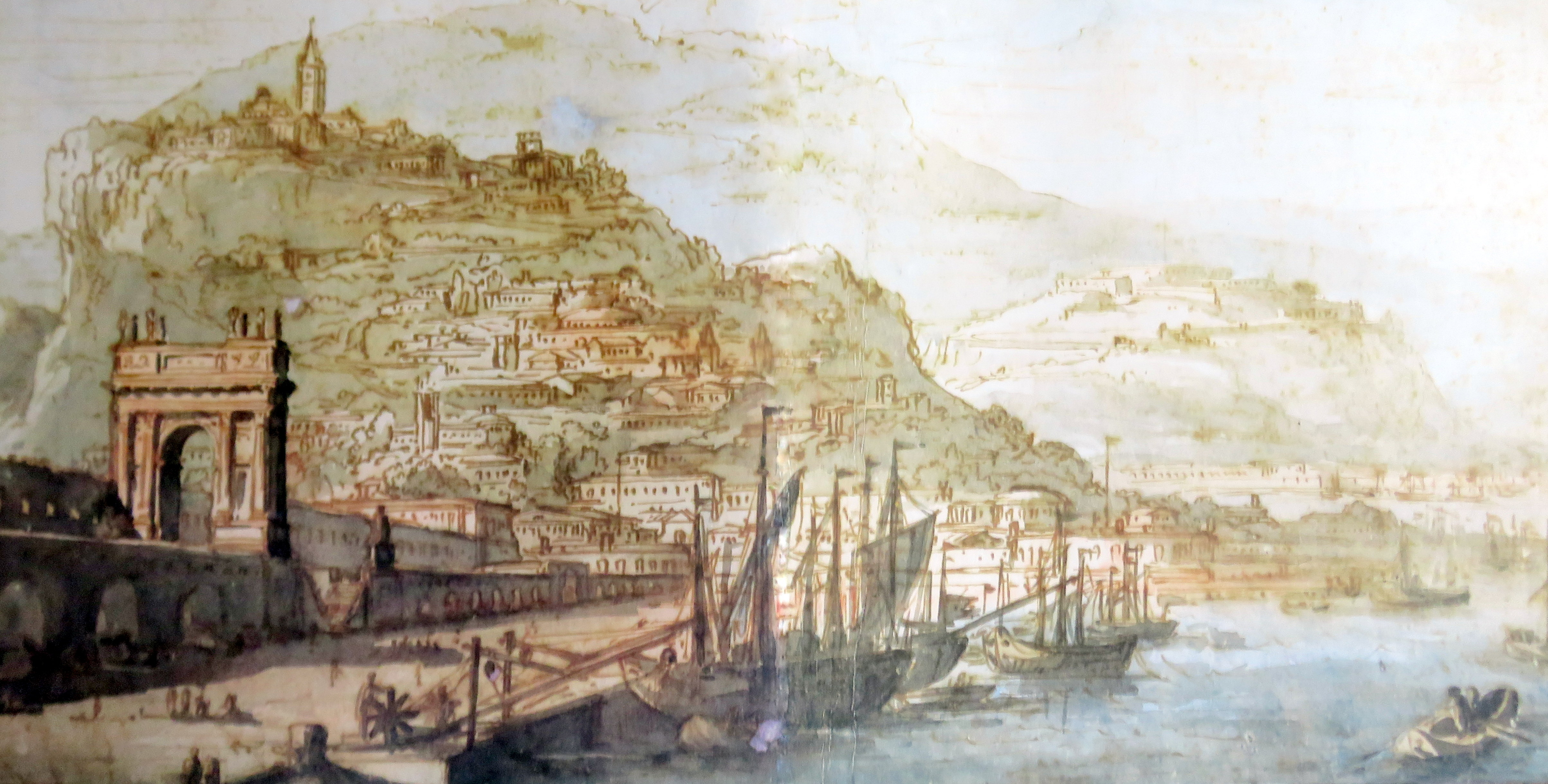
Antonio Balestra, Veduta di Ancona
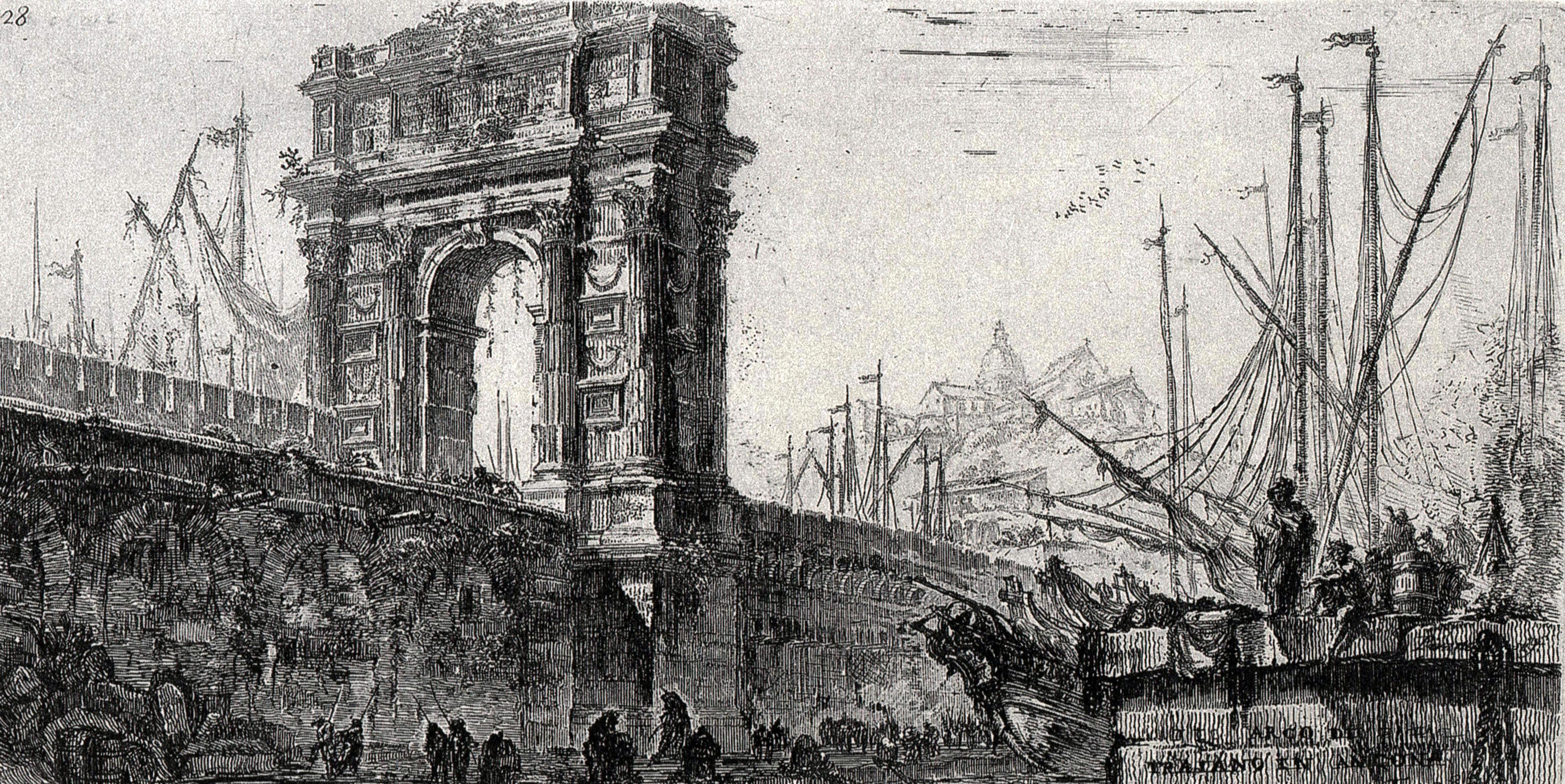
Giovanni Battista Piranesi, Arco di Traiano di Ancona
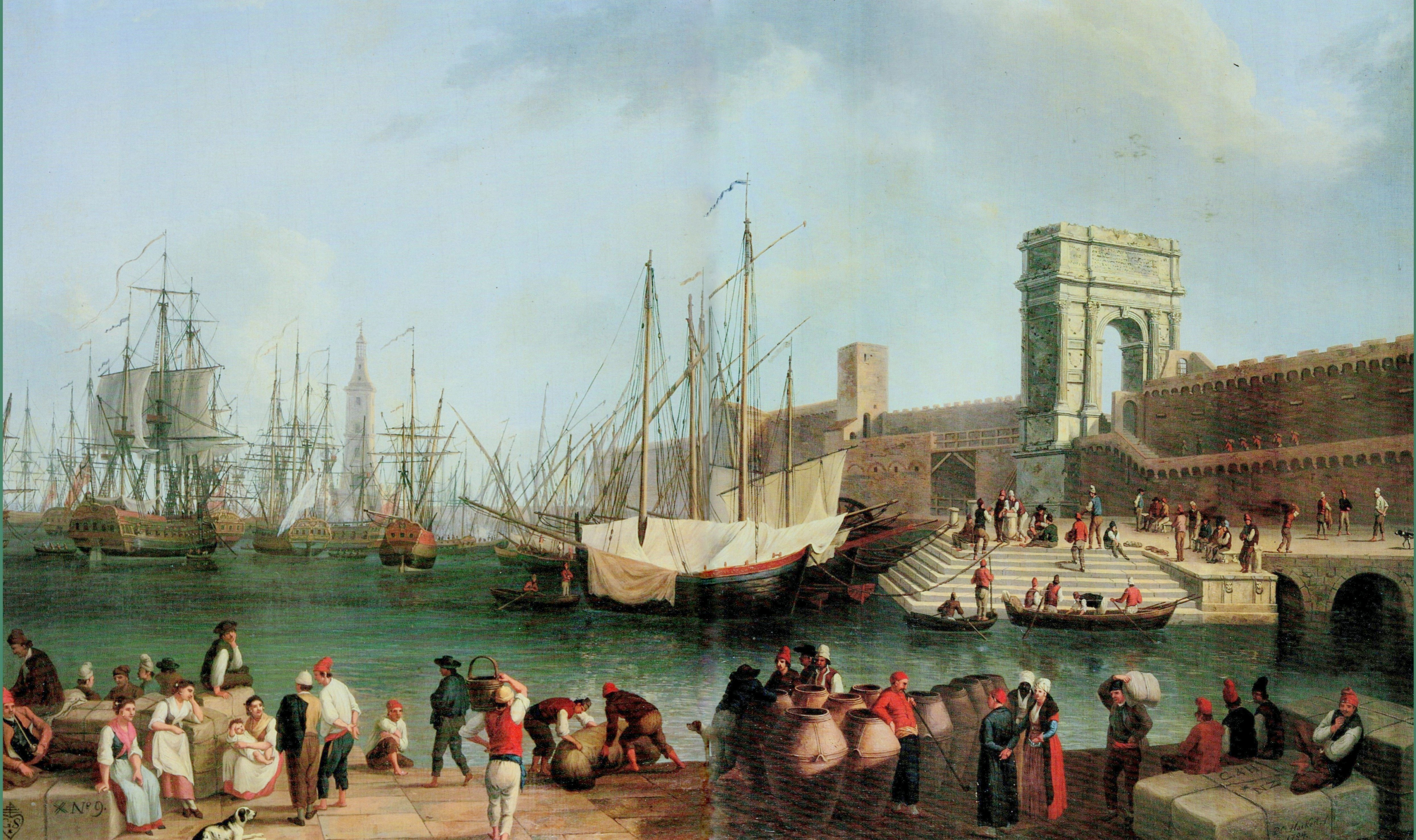
Jakob Philipp Hackert, Veduta del porto di Ancona
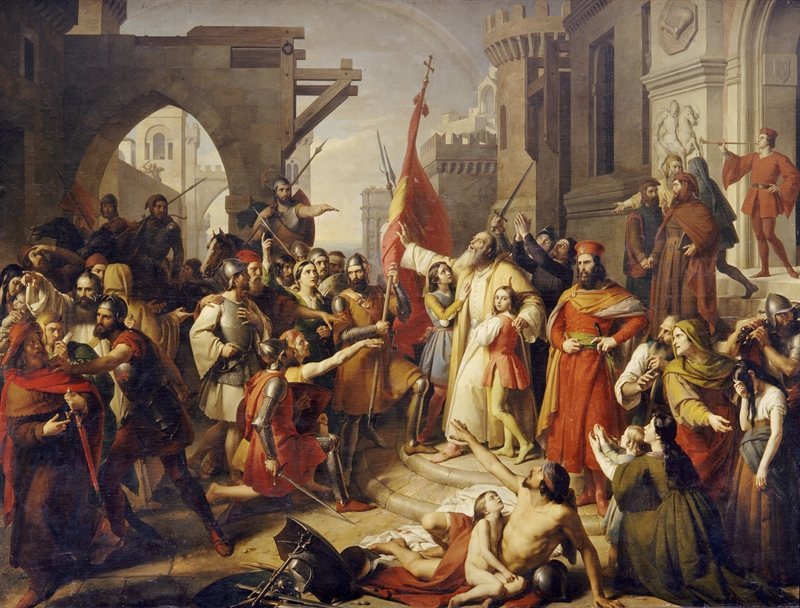
Francesco Podesti, Giuramento degli Anconitani
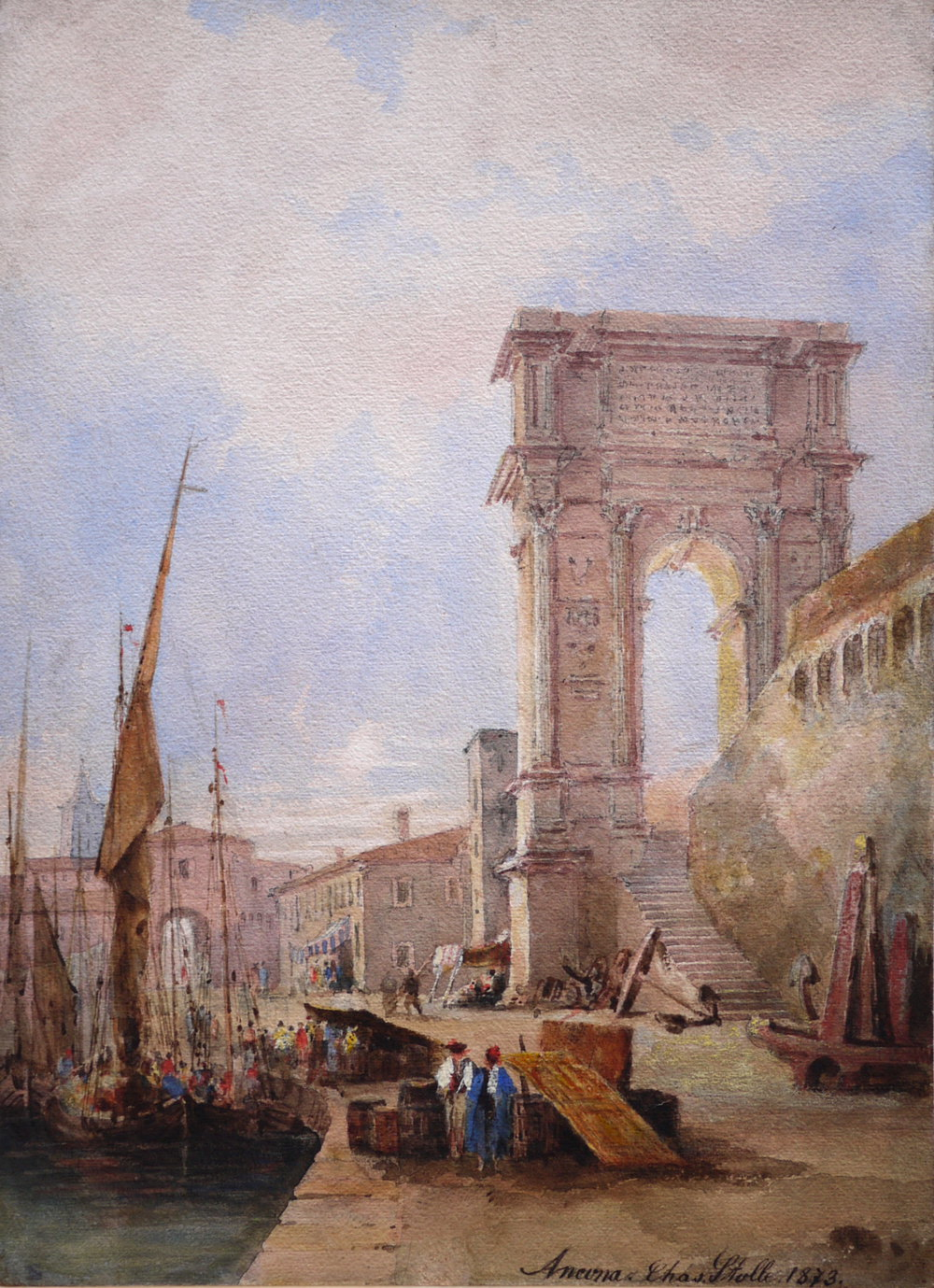
Christian Peter Wilhelm Stolle, Arco di Traiano ad Ancona
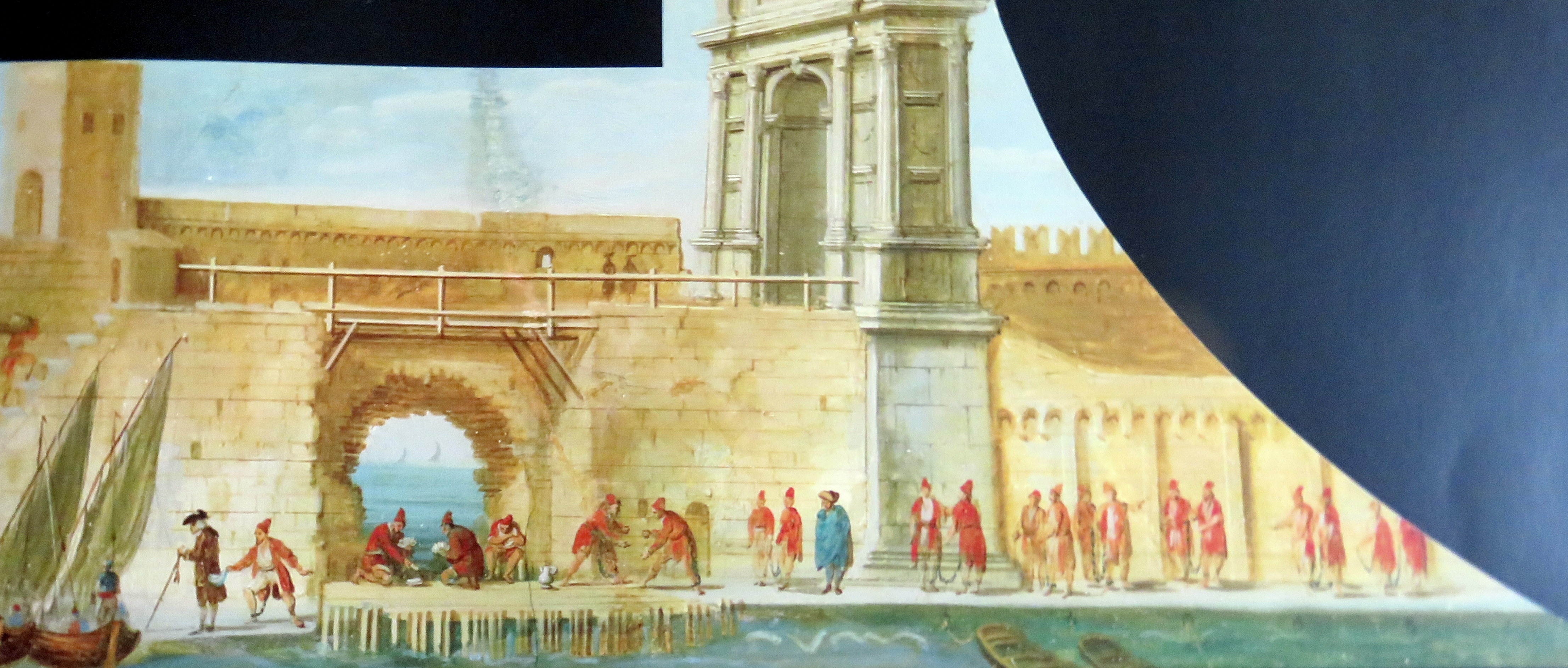
Giuseppe Pallavicini, (XVII secolo), Molo ed Arco di Traiano con condannati ai lavori forzati

## Gli eventi bellici ottocenteschi
Nella sua lunga storia l'Arco di Traiano è stato coinvolto in molti eventi bellici, dei quali in parte porta ancora i segni. Sopra l’arco, lato lanterna rossa, a sinistra del busto in pietra è ben visibile una lesione circolare attribuibile ad una cannonata a palla presumibilmente del 1860 o 1849. Altre due, una a sinistra dell’arco ed un'altra a destra dello stesso (non inquadrata), oltre ad altre lesioni minori, forse dovute a piccole schegge di altri eventi bellici, sono distribuite lungo la struttura.

## Galleria d'immagini

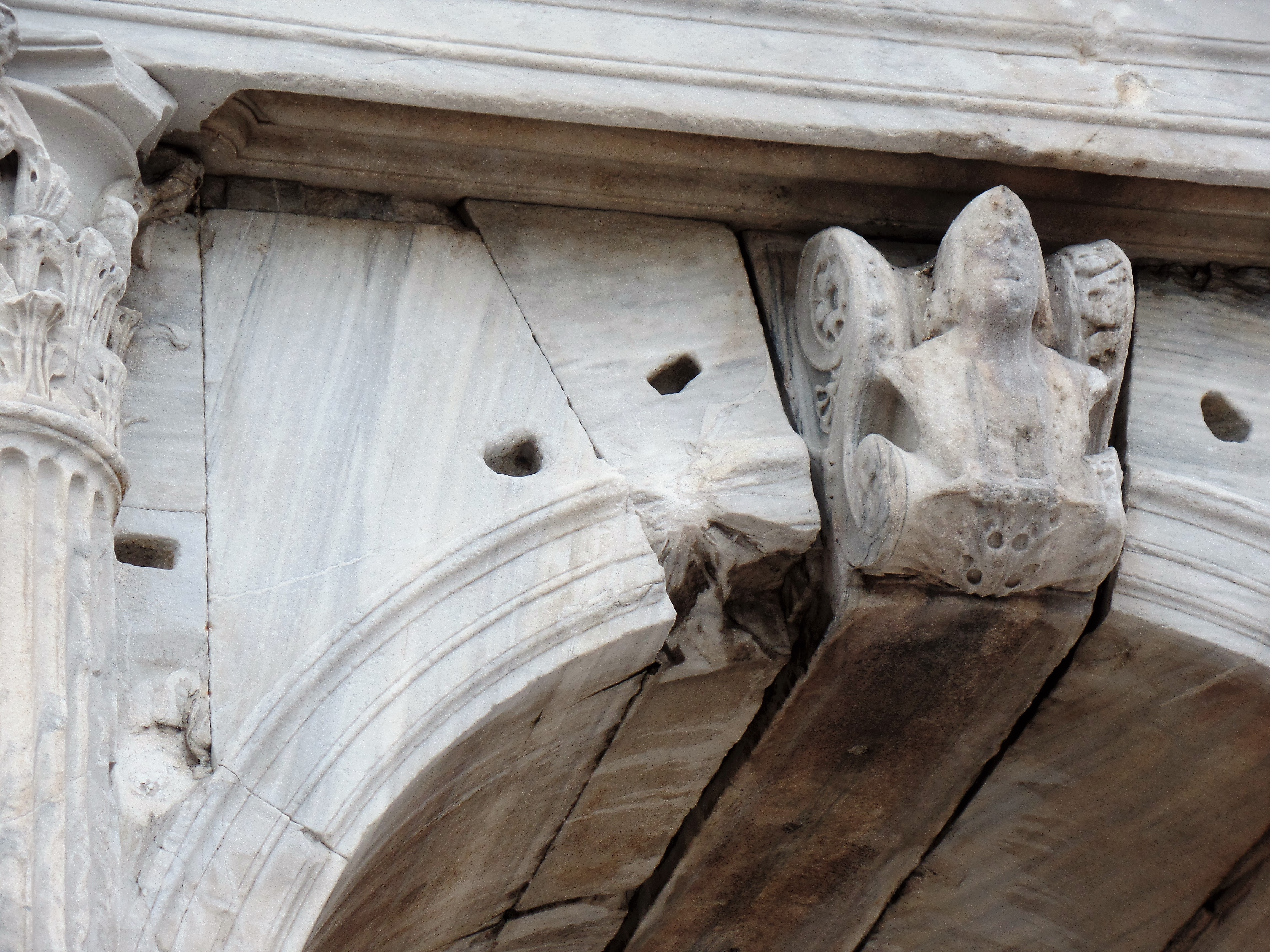
Lesioni di cannonate a palla
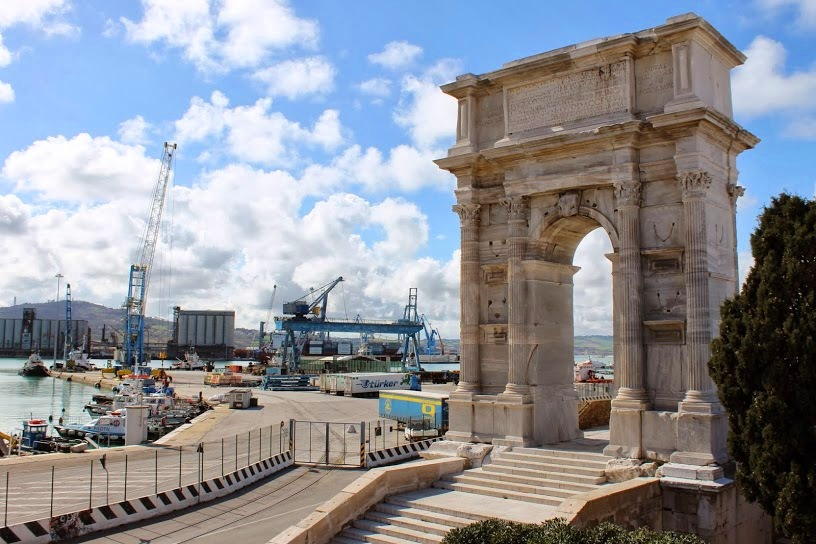
Arco di Traiano con scorcio del porto
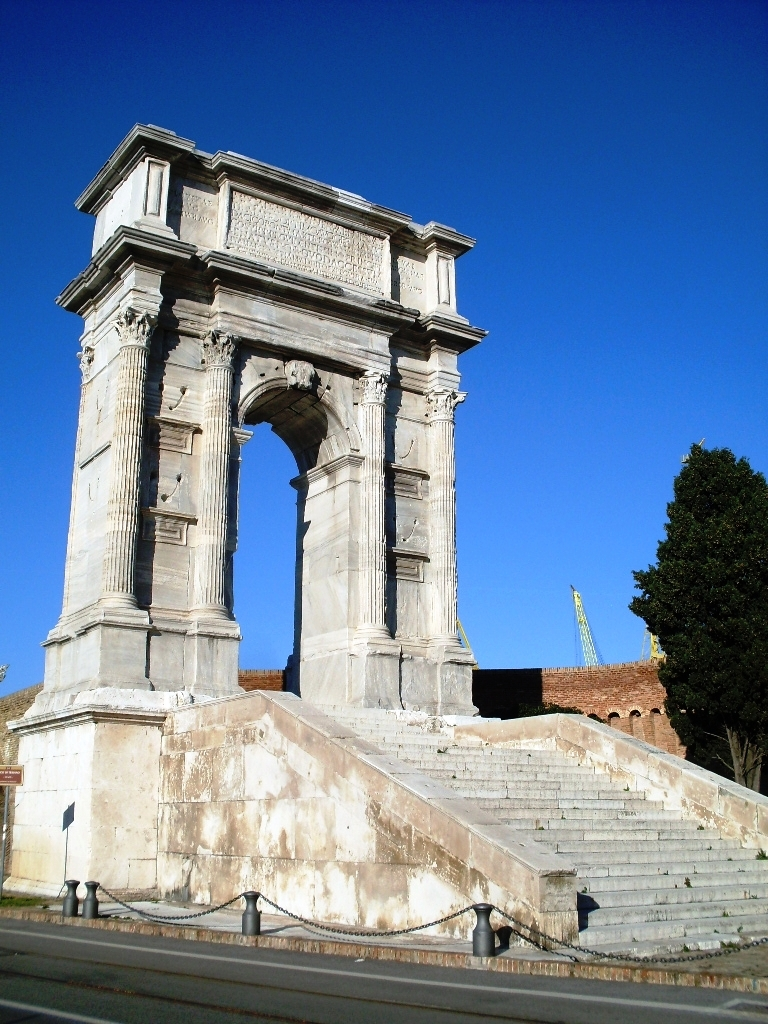
Arco di Traiano
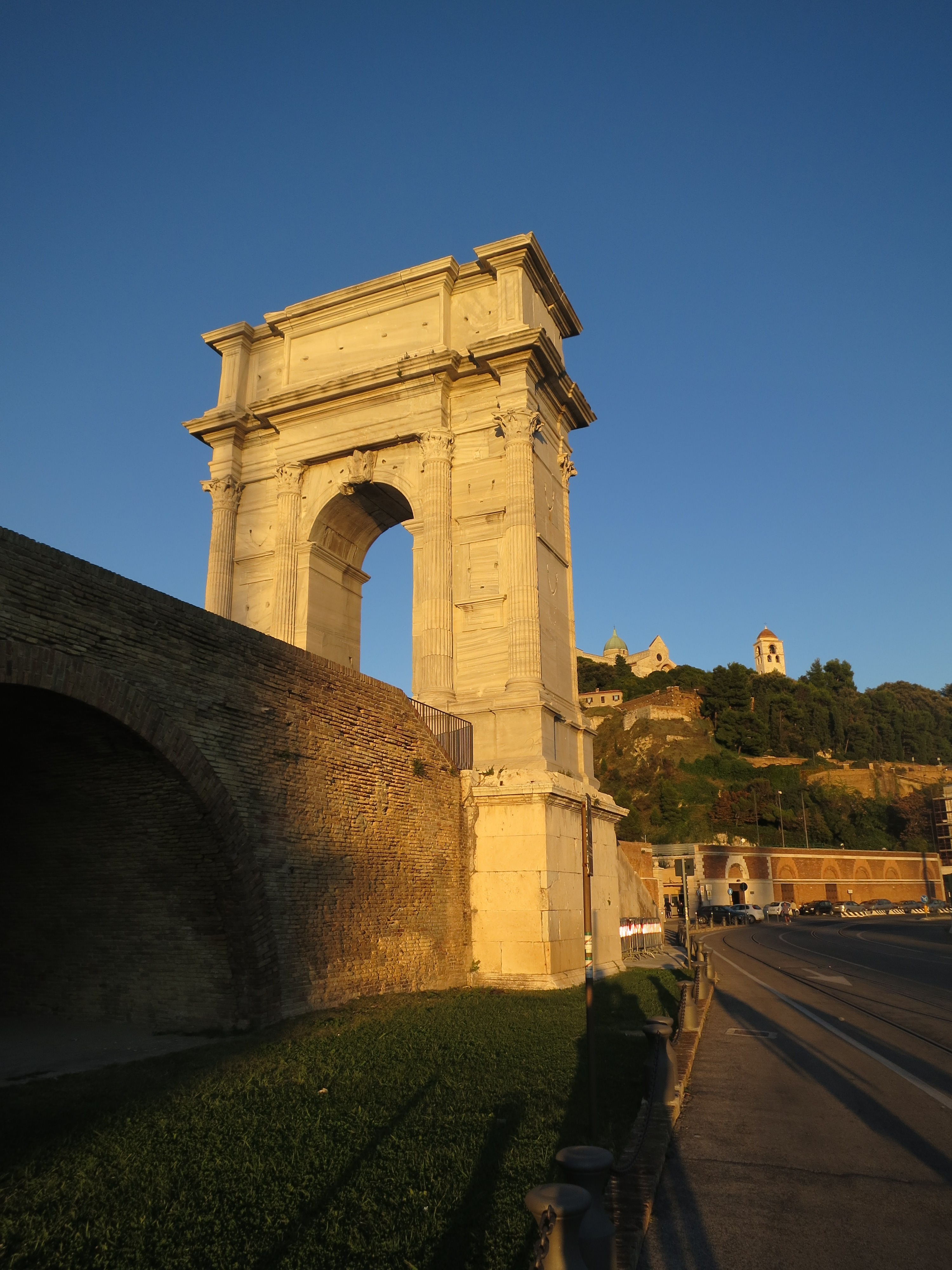
Arco di Traiano verso il tramonto
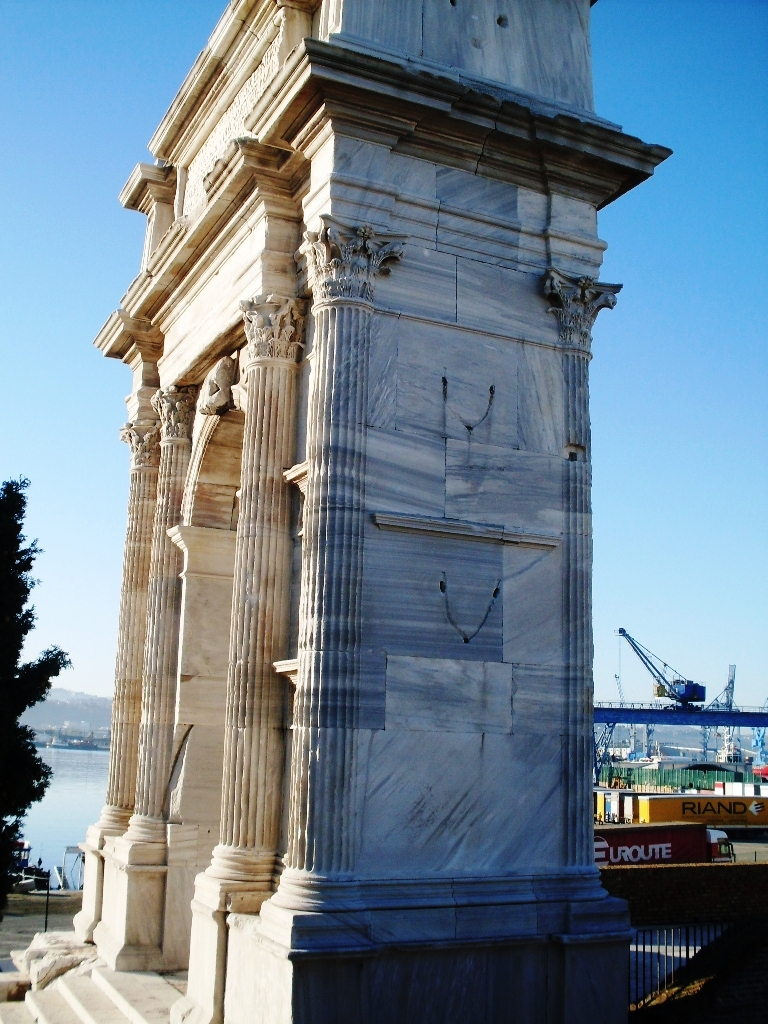
Arco di Traiano, vista laterale
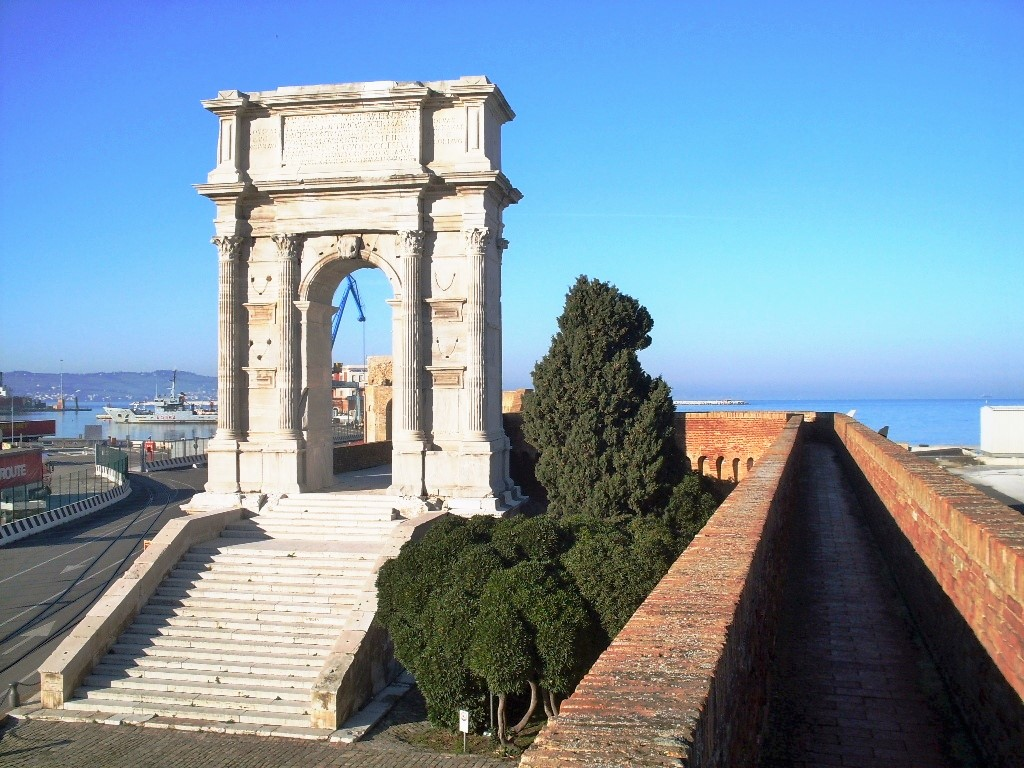
Arco di Traiano e marciaronda sulle mura del porto
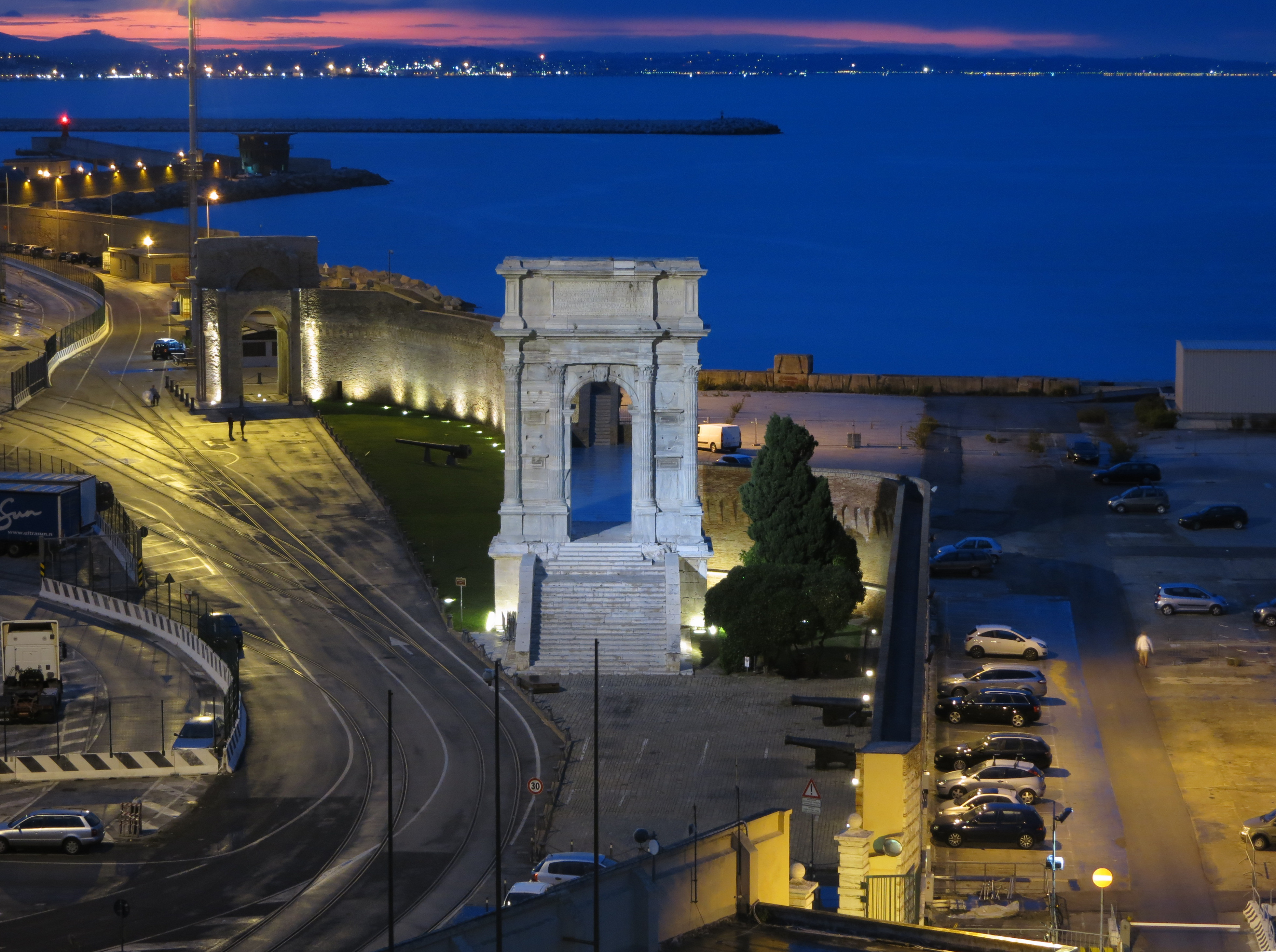
Arco di Traiano e Arco Clementino visti dal Duomo all'imbrunire